# Baine Harbour
Baine Harbour est une municipalité située sur l'île de Terre-Neuve dans la province de Terre-Neuve-et-Labrador au Canada. La population y était de 134 habitants en 2006.

## Géographie
Baine Harbour est située sur la côte sud-est de l'île de Terre-Neuve dans la province de Terre-Neuve-et-Labrador au nord-est de Marystown.

## Histoire
En 1911, il y avait un magasin, une église et un hôtel à Baine Harbour. Le premier maître des postes fut W. Rodway en 1949.

## Démographie
| Année | Population |
| ----- | ---------- |
| 1976  | 204        |
| 2006  | 134        |

## Annexe